# Alkuser Rotspitze
Die Alkuser Rotspitze (auch Große Alkuser Rotspitze), ein Berg mit einer Höhe von 3053 m ü. A., liegt in der Schobergruppe der Hohen Tauern in Österreich. Der Gipfel befindet sich ca. 10 km Luftlinie nordnordwestlich von Lienz in Osttirol. Der Normalanstieg ist bei schneefreien und trockenen Verhältnissen relativ einfach zu begehen. Vom Gipfel ergibt sich bei entsprechenden Wetterverhältnissen ein schöner Ausblick in die Bergwelt der Schobergruppe, insbesondere zum Petzeck und zum Hochschober.

## Namensherkunft
Der Flurname Alkus wurde bereits 1206 urkundlich belegt und bezeichnet neben dem Ortsteil der Gemeinde Ainet auch den Alkuser See, die Alkuser Scharte, sowie Almen und Bergwiesen. Die Herkunft des Namens Alkus ist nicht eindeutig belegbar. Auf Grund älterer Schreibweisen „alte Gose“ bzw. „Alte Gase“ interpretieren manche Namensforscher „Alkus“ als alte Ggase, was sich wiederum vom lateinischen casa ableiten würde.

## Anstieg
Der unmarkierte Normalanstieg auf die Alkuser Rotspitze erfolgt vom südlich des Berges liegenden Alkuser See (2432 m) auf den Verbindungsgrat zwischen der kleinen Rotspitze und Alkuser Rotspitze und auf diesem in nordwestlicher Richtung auf den Gipfel mit Kreuz. Der Anstieg weist an wenigen Stellen die Schwierigkeit I auf und erfordert vom Alkuser See rund 2 Stunden.